# Artur III Bretoński
Artur III (ur. 24 sierpnia 1393 w Vannes, zm. 26 grudnia 1458 w Nantes) – książę Bretanii, młodszy syn księcia Jana V Zdobywcy i Joanny, córki Karola II Złego, króla Nawarry. Przed objęciem tronu Bretanii znany jako Artur de Richemont. Nosił również wówczas tytuł pana de Parthenay.
Ojciec zmarł gdy Artur miał 6 lat. Matka poślubiła w 1402 r. króla Anglii Henryka IV i przeniosła się na Wyspy. Artur i Jan zostali w marcu 1402 r. pasowani na rycerzy przez konetabla Oliviera de Clisson i powierzeni pieczy księcia Burgundii Jana bez Trwogi. Artur stał się ważną postacią na francuskim dworze. Popierał stronnictwo armaniaków i razem z nimi walczył przeciw Burgundczykom w wojnie domowej lat 1410–1414. Brał udział w bitwie pod Azincourt, gdzie został ranny i dostał się do angielskiej niewoli. Został wypuszczony w 1420 r. i pomógł przekonać swojego brata, księcia Jana VI, aby ten podpisał traktat w Troyes. W 1422 r. Anglicy nadali mu tytuł księcia Turenii.
10 października 1423 w Dijon poślubił Małgorzatę de Valois (1393 - 3 stycznia/2 lutego 1441), córkę księcia Burgundii Jana bez Trwogi i Małgorzaty, córki Albrechta I, księcia Bawarii. Małżeństwo to nie doczekało się potomstwa.
W 1424 r. Artur zmienił jednak stronnictwo dochodząc do porozumienia z królem Karolem VII. W 1425 r. został konetablem Francji. Należał do grona stronników Joanny d’Arc i u jej boku brał udział w bitwach pod Beaugency i Patay. Z powodu swojego niepohamowanego temperamentu został w 1427 r. usunięty z dworu królewskiego (przyczyną była kłótnia z  La Trémoďllem, doradcą Karola) i nie wziął udziału w koronacji Karola VII w Reims w 1429 r. W marcu 1432 r. powrócił jednak do łask i już w 1433 r. doprowadził do usunięcia  La Trémoďlle'a z dworu królewskiego. Następnie wziął udział w rokowaniach Karola z księciem Burgundii Filipem III Dobrym, które doprowadziły w 1435 r. do podpisania traktatu w Arras.
Rok później Artur dowodził francuskimi wojskami, które 13 kwietnia zdobyły Paryż. Podczas rebelii możnych w 1440 r. (tzw. „prageria”) pozostał wierny Karolowi VII. W następnych latach oczyścił Île-de-France z Anglików. 15 kwietnia 1450 r. był jednym z wodzów wojsk francuskich w bitwie pod Formigny, która przypieczętowała wyparcie Anglików z Normandii.
29 sierpnia 1442 w Nérac poślubił Joannę d'Albret (zm. 1444), córkę Karola II d'Albret, hrabiego de Dreux, i Anny d'Armagnac. Małżonkowie nie mieli razem dzieci.
2 lipca 1445 r. poślubił Katarzynę de Saint-Pol (zm. 1492), córkę Piotra I, hrabiego de Saint-Pol, i Małgorzaty des Baux, córki Franciszka des Baux, księcia Andrii. Małżeństwo to pozostało bezdzietne.
Po śmierci swojego bratanka, Piotra II, w 1457 r. Artur został księciem Bretanii i hrabią de Montfort. Żenił się trzykrotnie, ale nie doczekał się legalnego potomstwa. Miał tylko nieślubną córkę, Jacqueline, legitymizowaną w 1443 r. Artur był księciem Bretanii niewiele ponad rok. Po jego śmierci tytuł książęcy odziedziczył jego bratanek, Franciszek II.